# 小沙沙漠
小沙沙漠（Little Sandy Desert）位于澳大利亚西澳大利亚州，位于大沙沙漠以南，吉布森沙漠以西。因与大沙沙漠相邻、相似，但面积较小，从而得名“小沙沙漠”。它与大沙沙漠在地形地貌、动植物方面均十分相似。